# Хуейчжоу
Хуейчжоу (кит. спр. 惠州市, піньїнь: Huìzhōu Shì) — місто-округ в китайській провінції Гуандун. 

## Географія
Хуейчжоу розташовується у центрально-східній частині провінції.

### Клімат
Місто знаходиться у зоні, котра характеризується вологим субтропічним кліматом. Найтепліший місяць — липень із середньою температурою 28.7 °C (83.7 °F). Найхолодніший місяць — січень, із середньою температурою 14.3 °С (57.7 °F).
| Клімат Хуейчжоу         | Клімат Хуейчжоу | Клімат Хуейчжоу | Клімат Хуейчжоу | Клімат Хуейчжоу | Клімат Хуейчжоу | Клімат Хуейчжоу | Клімат Хуейчжоу | Клімат Хуейчжоу | Клімат Хуейчжоу | Клімат Хуейчжоу | Клімат Хуейчжоу | Клімат Хуейчжоу | Клімат Хуейчжоу |
| Показник                | Січ.            | Лют.            | Бер.            | Квіт.           | Трав.           | Черв.           | Лип.            | Серп.           | Вер.            | Жовт.           | Лист.           | Груд.           | Рік             |
| Середня температура, °C | 14,3            | 15,1            | 18,3            | 22,3            | 25,8            | 27,6            | 28,7            | 28,6            | 27,4            | 24,5            | 20,2            | 16,1            | 22,4            |
| Норма опадів, мм        | 37.5            | 63              | 96.5            | 191.3           | 318.6           | 362.9           | 301             | 305.3           | 218.2           | 96.8            | 39.5            | 28.5            | 2059.1          |
| Днів з опадами          | 6,9             | 9,9             | 12,8            | 13,7            | 17              | 19,7            | 16,8            | 16,8            | 13              | 7,4             | 5,7             | 5               | 144,7           |
| Вологість повітря, %    | 71.3            | 78.6            | 81.2            | 82.4            | 82.2            | 81.9            | 78.7            | 79.3            | 77              | 72.9            | 69.9            | 68.8            | 77              |
| ----------------------- | --------------- | --------------- | --------------- | --------------- | --------------- | --------------- | --------------- | --------------- | --------------- | --------------- | --------------- | --------------- | --------------- |
| Джерело: Weatherbase    |                 |                 |                 |                 |                 |                 |                 |                 |                 |                 |                 |                 |                 |

## Адміністративний поділ
Міський округ поділяється на 2 райони і 3 повіти:
| Карта                               | Карта   | Карта    | Карта            |
| ----------------------------------- | ------- | -------- | ---------------- |
| Лунмень Боло Хуейчен Хуейян Хуейдун |         |          |                  |
| Статус                              | Назва   | Оригінал | Населення (2020) |
| Район                               | Хуейчен | 惠城区   | 2 090 578        |
| Район                               | Хуейян  | 惠阳区   | 1 404 137        |
| Повіт                               | Боло    | 博罗县   | 1 210 878        |
| Повіт                               | Лунмень | 龙门县   | 319 183          |
| Повіт                               | Хуейдун | 惠东县   | 1 018 076        |